# Magyarország az 1996-os fedett pályás atlétikai Európa-bajnokságon
Magyarország a svédországi Stockholmban megrendezett 1996-os fedett pályás atlétikai Európa-bajnokság egyik részt vevő nemzete volt. Az ország a versenyen 7 sportolóval képviseltette magát.

## Eredmények

### Férfi
| Versenyző    | Versenyszám | Előfutam | Előfutam | Előfutam | Elődöntő | Elődöntő | Elődöntő | Döntő   | Döntő    |
| Versenyző    | Versenyszám | Idő      | Hely.    | Össz.    | Idő      | Hely.    | Össz.    | Idő     | Helyezés |
| ------------ | ----------- | -------- | -------- | -------- | -------- | -------- | -------- | ------- | -------- |
| Kovács Dusán | 400 m       | kizárva  | kizárva  | kizárva  | kiesett  | kiesett  | kiesett  | kiesett | kiesett  |

| Versenyző       | Versenyszám | 60 m | 60 m | Távolugrás | Távolugrás | Súlylökés | Súlylökés | Magasugrás | Magasugrás | 60 m gát | 60 m gát | Rúdugrás | Rúdugrás | 1000 m  | 1000 m | Végeredmény | Végeredmény |
| Versenyző       | Versenyszám | Idő  | Pont | Eredmény   | Pont       | Eredmény  | Pont      | Eredmény   | Pont       | Idő      | Pont     | Eredmény | Pont     | Idő     | Pont   | Pont        | Helyezés    |
| --------------- | ----------- | ---- | ---- | ---------- | ---------- | --------- | --------- | ---------- | ---------- | -------- | -------- | -------- | -------- | ------- | ------ | ----------- | ----------- |
| Munkácsi Sándor | Hétpróba    | 7,05 | 865  | 7,38 m     | 905        | 13,50 m   | 698       | 2,02 m     | 822        | 8,06     | 967      | 4,55 m   | 775      | 2:40,57 | 867    | 5899        | 6.          |
| Szabó Dezső     | Hétpróba    | 7,14 | 833  | 7,25 m     | 874        | 14,19 m   | 740       | 1,96 m     | 767        | 8,22     | 927      | 5,15 m   | 957      | 2:41,28 | 859    | 5957        | 5.          |

### Női
| Versenyző  | Versenyszám | Előfutam | Előfutam | Előfutam | Elődöntő | Elődöntő | Elődöntő | Döntő   | Döntő    |
| Versenyző  | Versenyszám | Idő      | Hely.    | Össz.    | Idő      | Hely.    | Össz.    | Idő     | Helyezés |
| ---------- | ----------- | -------- | -------- | -------- | -------- | -------- | -------- | ------- | -------- |
| Barati Éva | 60 m        | 7,41     | 2.       | 10.      | 7,36     | 3.       | 6.       | 7,44    | 6.       |
| Barati Éva | 200 m       | 24,74    | 3.       | 15.      | kiesett  | kiesett  | kiesett  | kiesett | kiesett  |

| Versenyző        | Versenyszám | Selejtező | Selejtező | Döntő    | Döntő    |
| Versenyző        | Versenyszám | Eredmény  | Helyezés  | Eredmény | Helyezés |
| ---------------- | ----------- | --------- | --------- | -------- | -------- |
| Szabó Zsuzsanna  | Rúdugrás    |           |           | 3,85 m   | 9.       |
| Szemerédi Eszter | Rúdugrás    |           |           | 3,75 m   | 13.      |
| Vaszi Tünde      | Távolugrás  | 6,48 m    | 8.        | 6,33 m   | 9.       |